# گوشوو (نووی پازار)
گوشوو (به صربی: Goševo) یک منطقهٔ مسکونی در صربستان است که در نووی پازار واقع شده‌است.